# Sint-Catharinakerk (Duisburg)

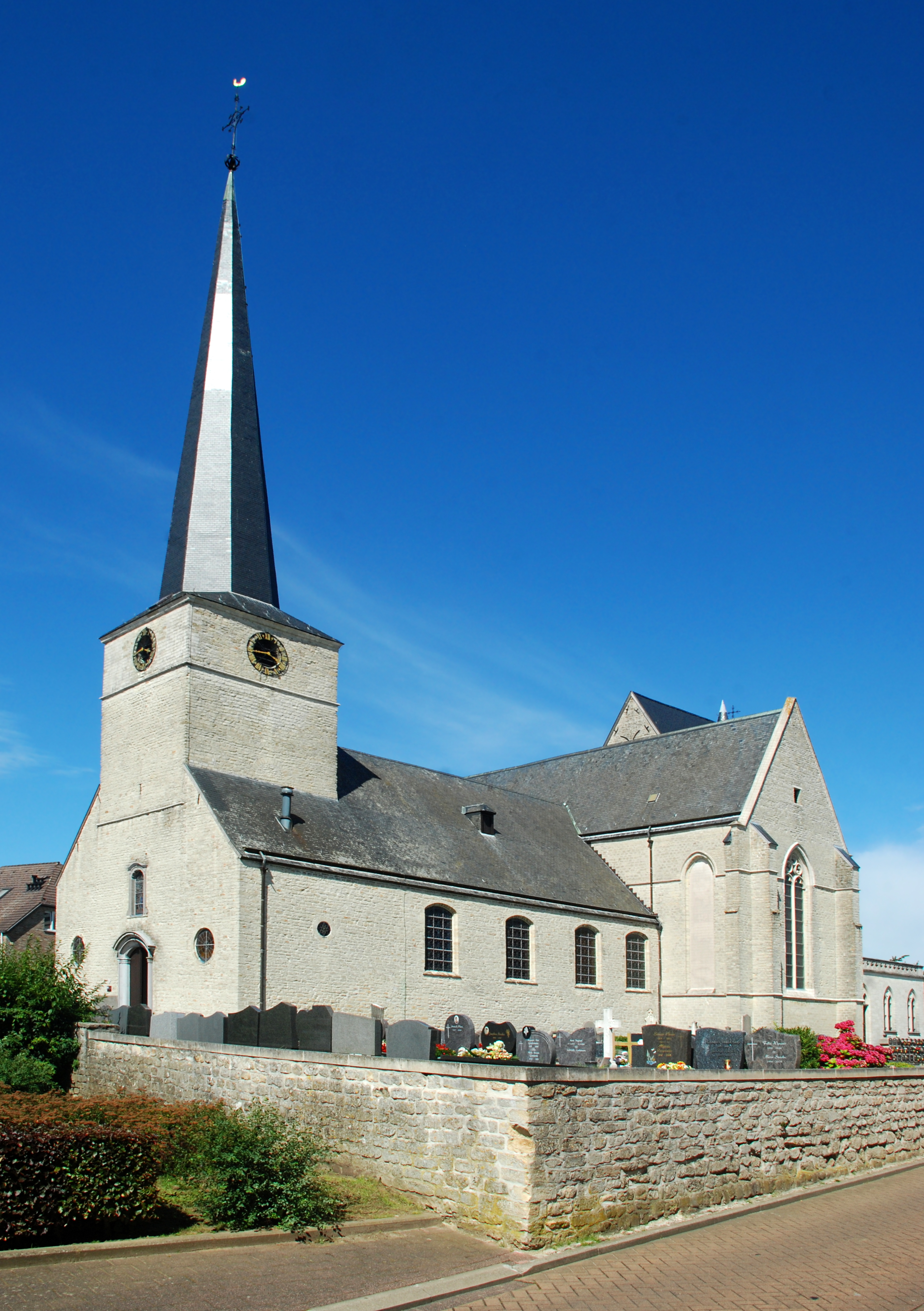
Sint-Catharinakerk

De Sint-Catharinakerk is de parochiekerk van de tot de Vlaams-Brabantse gemeente Tervuren behorende plaats Duisburg, gelegen aan de Kerkplaats 14A.

## Geschiedenis
Wellicht bestond de kerk al als hofkerk in de 11e of begin 12e eeuw. In 1228 werd de kerk voor het eerst vermeld en wel toen hertog Hendrik I van Brabant de rechten van de kerk schonk aan de abdij van Sint-Jacob-op-Koudenberg te Brussel. Tot 1784, toen keizer Jozef II de abdij ophief, bleef dat zo.
Er bestond in 1228 al een romaanse kerk. De toren en het kerkschip zijn hiervan overgebleven. In 1263 begon men met de bouw van een gotisch koor. In de tweede helft van de 14e eeuw werd het transept gebouwd, waarin zich nog muurschilderingen uit die tijd bevinden. In 1626-1628 werd de toren voorzien van een klokkenverdieping en een achtkante spits.
In 1758 werd de kerk getroffen door brand, waarbij de transeptgewelven instortten. Deze werden door een vlak plafond vervangen. Ook werden in de 2e helft van de 18e eeuw de zijbeuken verhoogd waardoor ze met het middenschip onder één zadeldak werden gebracht. In 1783 werd in het transept een nieuwe lambrisering aangebracht met daarbij twee biechtstoelen. In de 19e eeuw werden er diverse herstelwerkzaamheden uitgevoerd en omstreeks 1900 werd het kerkmeubilair grotendeels door neogotische kerkmeubelen vervangen.

## Gebouw

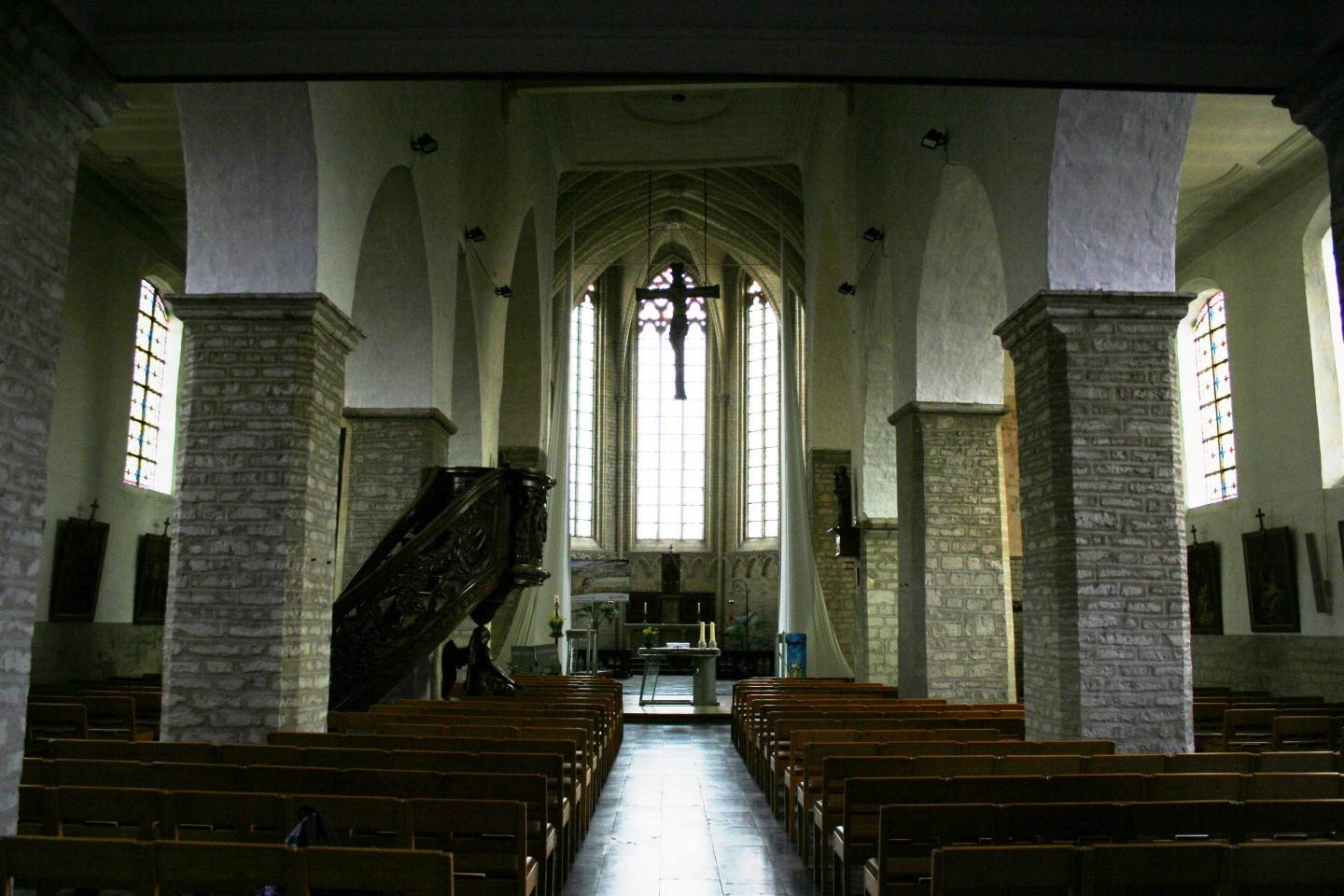
Interieur

Het betreft een driebeukige kruiskerk met ingebouwde westtoren. Het koor is hoger, vermoedelijk omdat men ook een gotisch schip wilde bouwen, maar dat plan is nooit uitgevoerd. In de 18e eeuw kreeg het schip met de verhoogde zijbeuken ook steekboogvensters naar classicistische trant.
Aan de buitenzijde van het koor vindt men een gepolychromeerd kruisbeeld van 1786 boven een grafsteen met de inscriptie Ferdinand des Barons Des Van Reynegom ende syne Compagne.
De kerk wordt omringd door een kerkhof.

## Interieur
De eind 14e-eeuwse muurschilderingen werden ontdekt in 1945 en geconserveerd in 1984-1986. De kerk bezit diverse schilderijen uit de 17e en 18e eeuw. Ook zijn er enkele gepolychromeerd houten heiligenbeelden uit de 16e en 17e eeuw.
Het meeste kerkmeubilair is neogotisch, afgezien van enkele oudere biechtstoelen.